# Підгороднє (Тернопільський район)

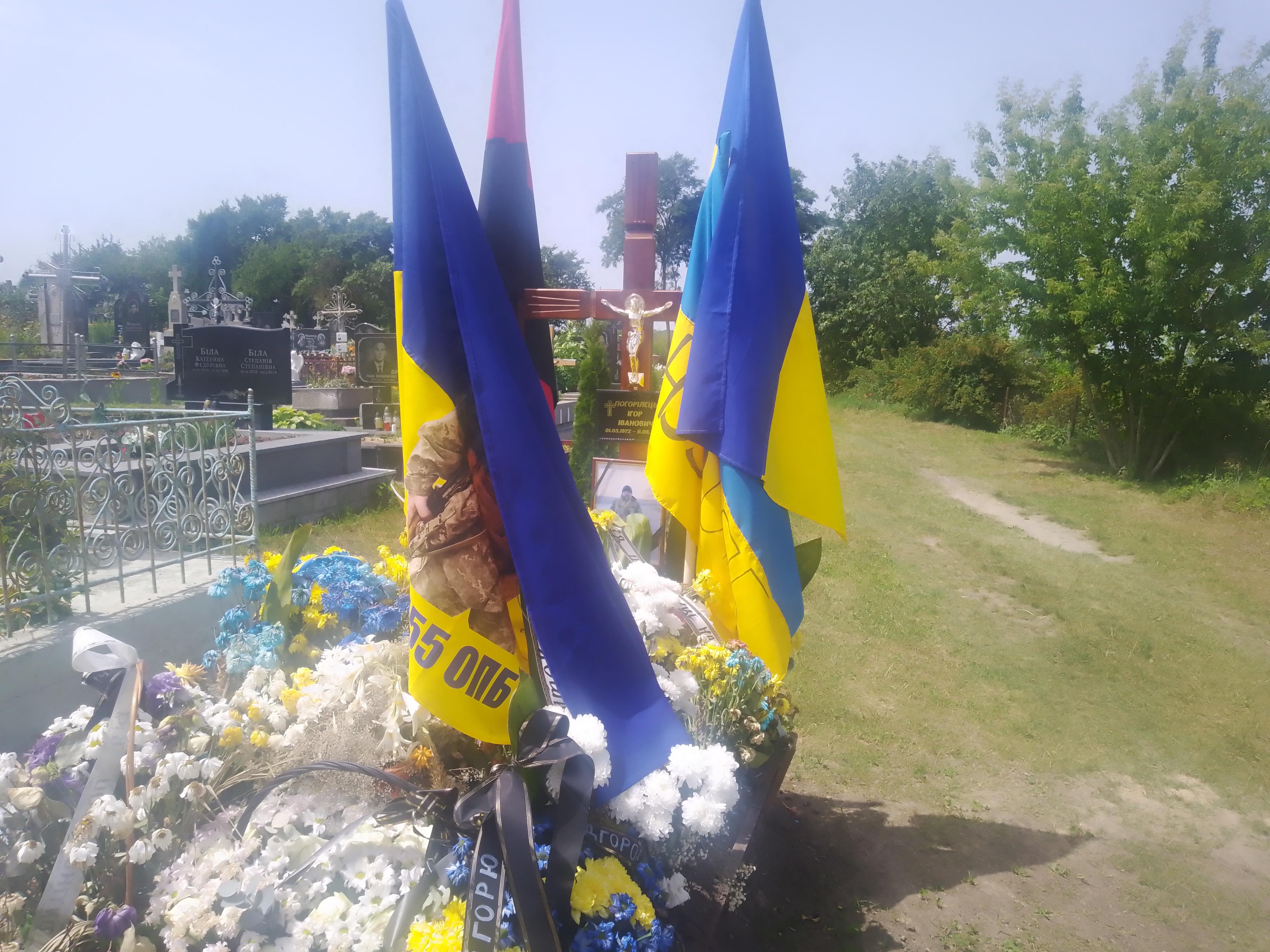
Могила Ігоря Погорільця на місцевому кладовищі

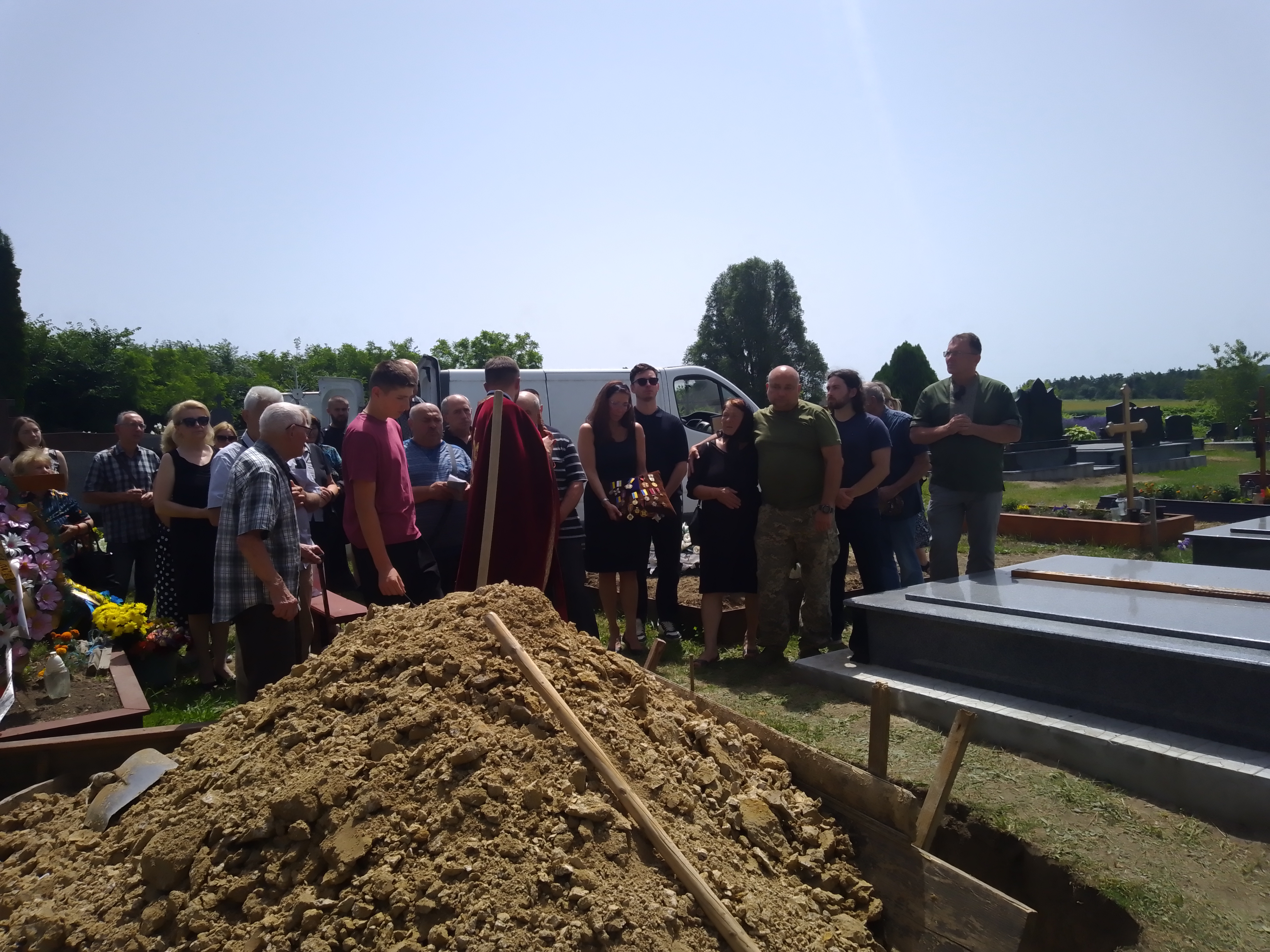
Чин поховання Дем'яна Чернеця

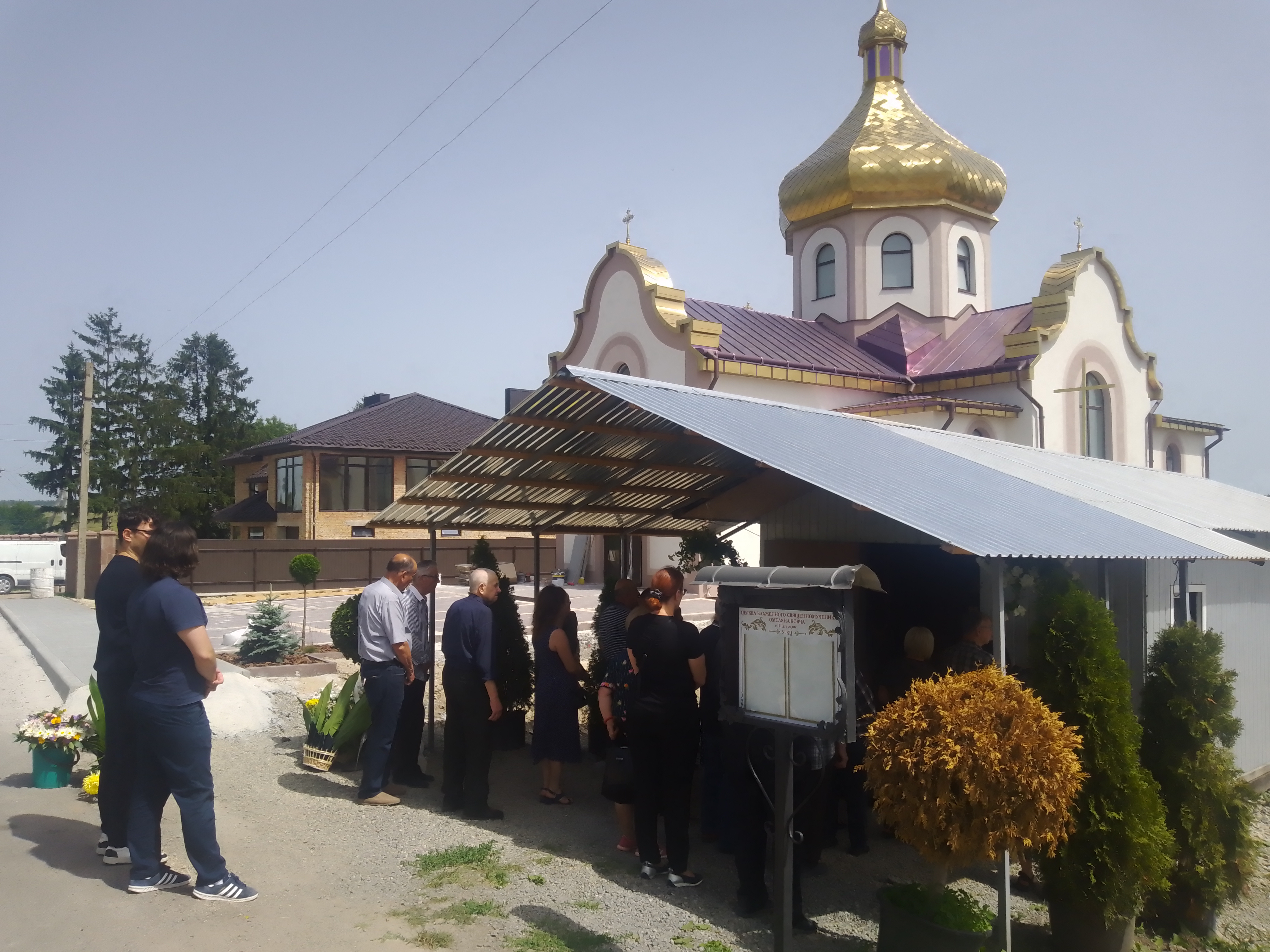
Капличка і Церква Блаженного Священномученика Омеляна Ковча в Підгородньому

Підгоро́днє (до 2024 року — Підгоро́дне) — село в Україні, у Підгороднянській сільській громаді Тернопільського району Тернопільської області. Адміністративний центр колишньої Підгороднянської сільської ради (до 2018 року). До 1946 називалося Янівка, Janówka, Іванівка (від 1939). Розташоване на річці Довжанка, в центрі району.
Населення — понад 2 тисячі (2024).

## Історія
Поблизу села виявлено археологічні пам'ятки трипільської і давньоруської культур.
Перша писемна згадка — 1561 року як Підгородичі. В податковому документі за 1564 р. значиться назва Podborodice, очевидно з писарською помилкою. У 1620 році згадане як Підгороднє, яке серед інших населених пунктів спустошили татари.
У період Австро-Угорщини с. Янівка належало до Тернопільського повіту. Станом на 1882 рік у селі проживало 447 осіб, у тому числі у панському маєтку 22 особи, який був власністю графа Кросновського. Греко-католицька громада мала власну парафію та Церкву Різдва Пречистої Діви Марії, що була мурованою, побудована у 1908 р. Римо-католицька громада села належала до парафії у м. Тернополі.
Станом на 1935 рік в селі діяла 2-х класна школа з польською мовою навчання з паралельними українськими відділами. У 1935—1936 рр. у селі проживало греко-католиків — 252, римо-калоликів — 540 осіб.
Останній відомий великий землевласник у с. Янівка станом на 1938—1939 рр. був Віктор Чарковський-Голейовський (пол. Czarkowżki-Golejówski).
Діяли українські товариства «Просвіта», «Рідна школа», «Сільський господар» та інші.
12 червня 2020 року, відповідно до розпорядження Кабінету Міністрів України № 724-р «Про визначення адміністративних центрів та затвердження територій територіальних громад Тернопільської області» увійшло до складу  Підгороднянської сільської громади.
19 липня 2020 року, в результаті адміністративно-територіальної реформи та ліквідації Тернопільського району, село увійшло до складу новоутвореного Тернопільського району.
19 вересня 2024 року Верховна Рада підтримала перейменування села Підгородне на Підгороднє. 26 вересня 2024 року перейменування набуло чинності.

## Населення
Згідно з переписом УРСР 1989 року чисельність наявного населення села становила 1068 осіб, з яких 490 чоловіків та 578 жінок.
За переписом населення України 2001 року в селі мешкали 1303 особи.

### Мова
Розподіл населення за рідною мовою за даними перепису 2001 року:
| Мова       | Кількість | Відсоток |
| ---------- | --------- | -------- |
| українська | 1300      | 99.69%   |
| російська  | 4         | 0.31%    |
| Усього     | 1304      | 100%     |

## Релігія
- церква Різдва Пресвятої Богородиці (1908, УГКЦ);
- церква Покрови Пресвятої Богородиці (1997, архітектор Михайло Нетриб’як, ПЦУ).

## Пам'ятки
Поблизу села знаходиться природоохоронний об'єкт, ботанічний заказник місцевого значення — Довжанський ботанічний заказник.

## Соціальна сфера
Працюють загальноосвітня школа І ступеня, обласна спортивна база олімпійського резерву «Колос», відділення «Облплемоб'єднання».

## Відомі люди

### Народилися
- Віктор Мацикур (нар. 1975) — спортсмен (бодібілдинг) тренер, громадський діяч;
- Андрій Федуна (нар. 1980) — майстер спорту з настільного тенісу, громадський діяч;

### Проживали, працювали
- Олена Підгрушна  — українська біатлоністка, заслужений майстер спорту України,[1] чемпіонка Олімпійських ігор у Сочі, чемпіонка світу, 5-разова чемпіонка Європи, переможниця і призерка етапів Кубка світу з біатлону. З 25 березня 2014[2] по 8 квітня 2015[3] — заступник Міністра молоді та спорту України.
- Погорілець Ігор — український військовик, учасник російсько-української війни[10].
- Павло Сенищ — заслужений економіст України.
- Тарас Слободян (1982–2014) — активіст Євромайдану, Герой України;
- Чернець Дем'ян Іванович— український інженер, громадсько-політичний діяч[11][12].

## Галерея

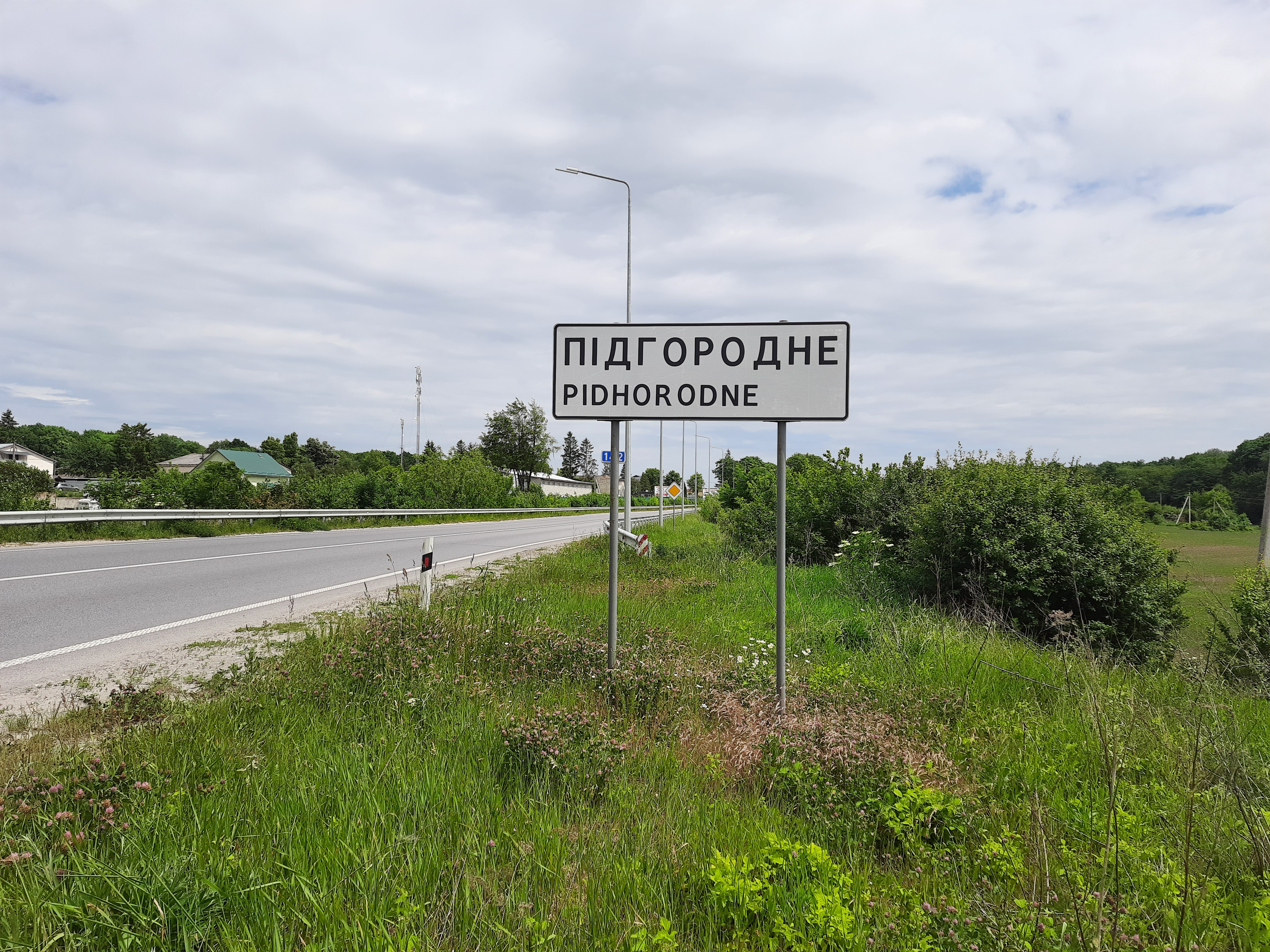
Дорожній знак при в'їзді в село
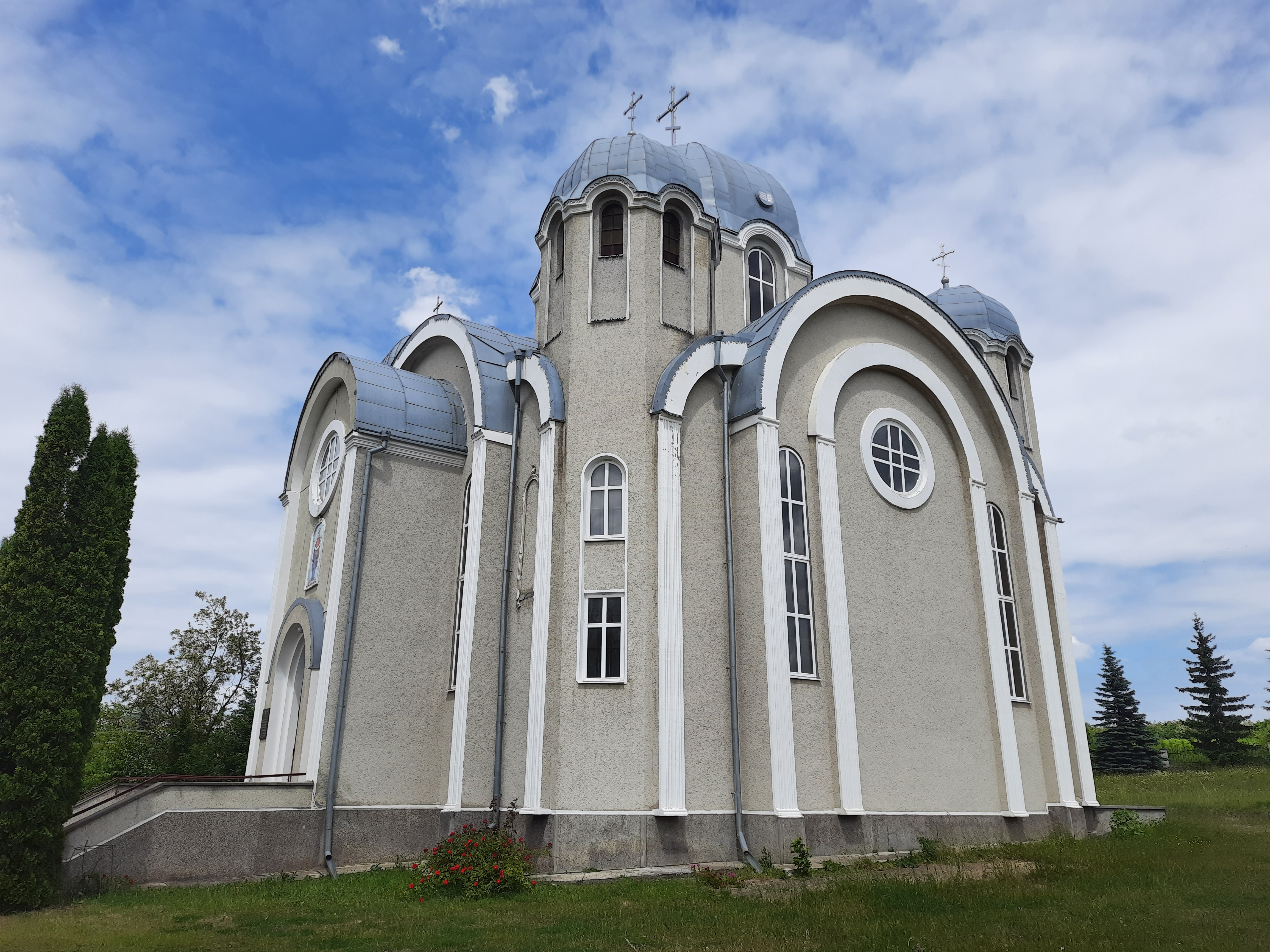
Церква Покрови Пресвятої Богородиці ПЦУ
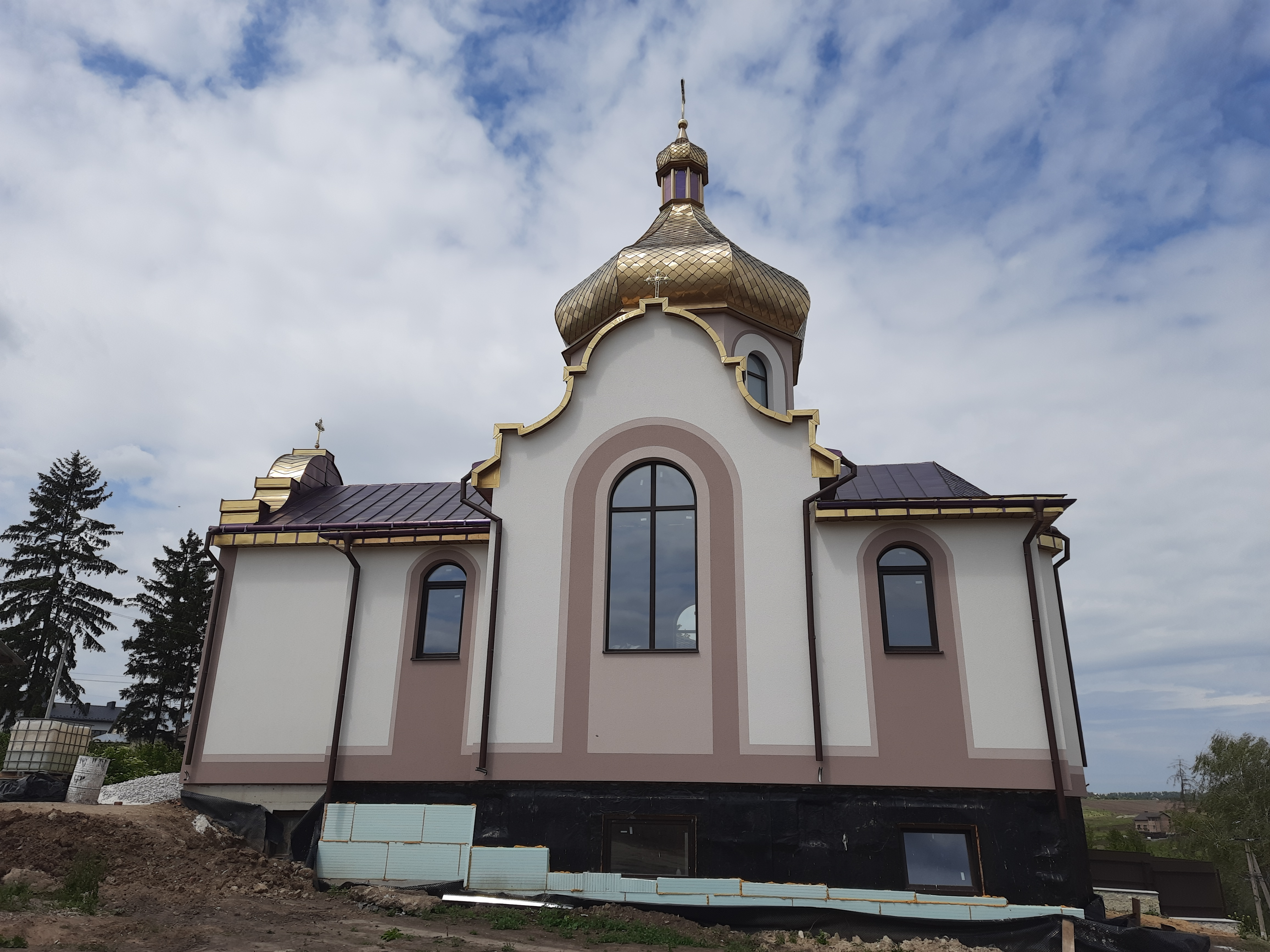
Церква Блаженного Священномученика Омеляна Ковча УГКЦ
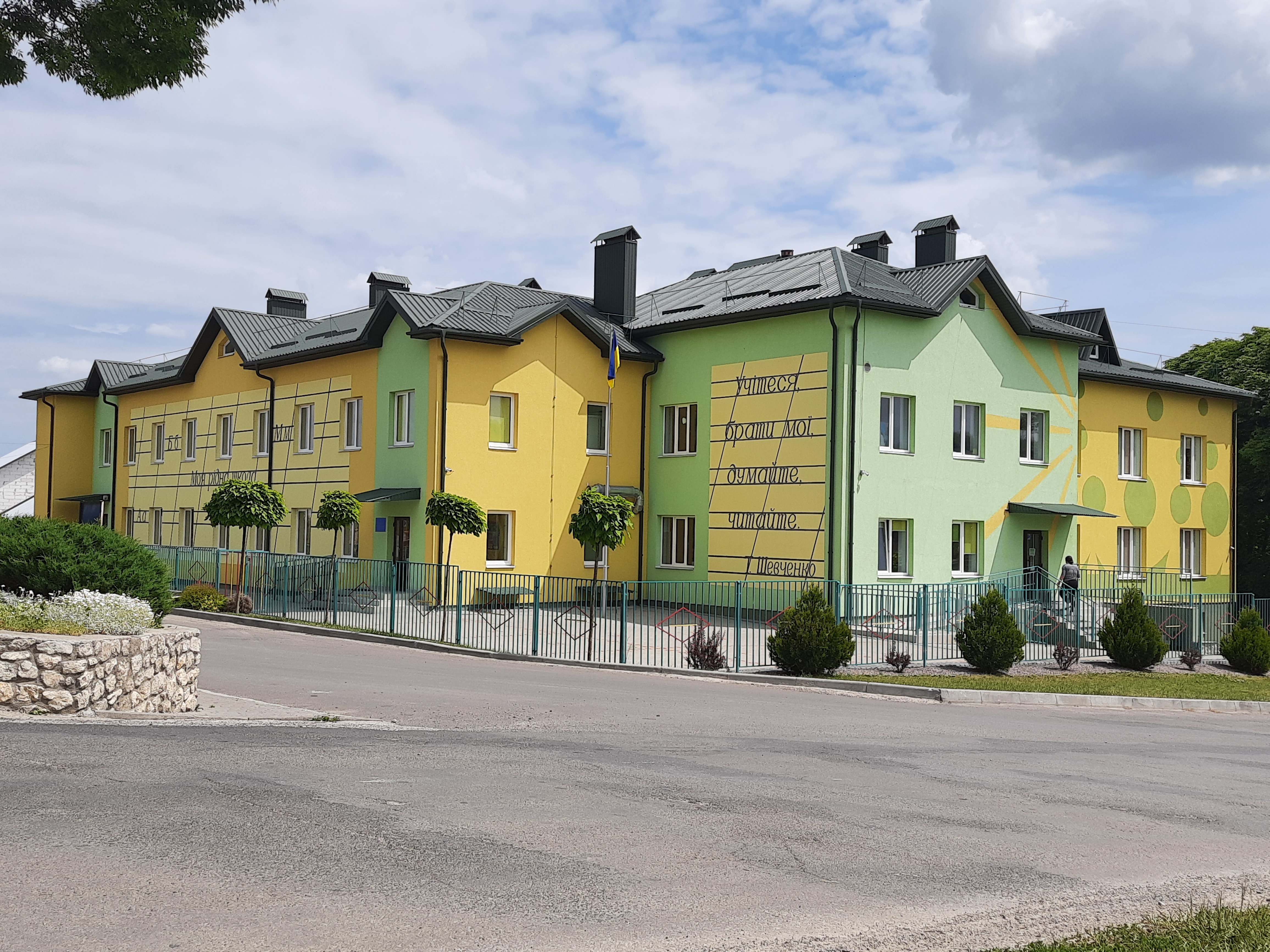
Школа
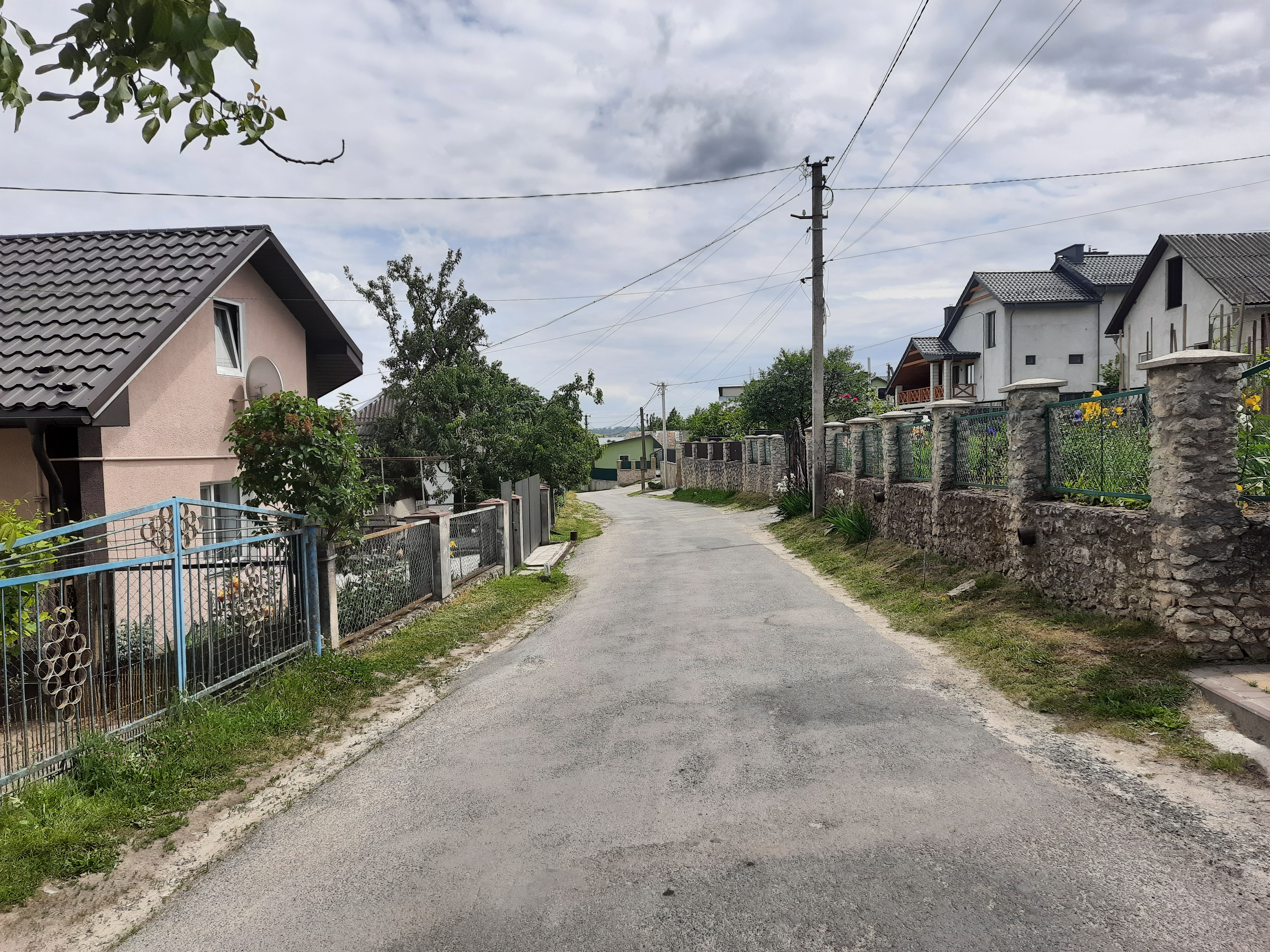
Сільська вулиця
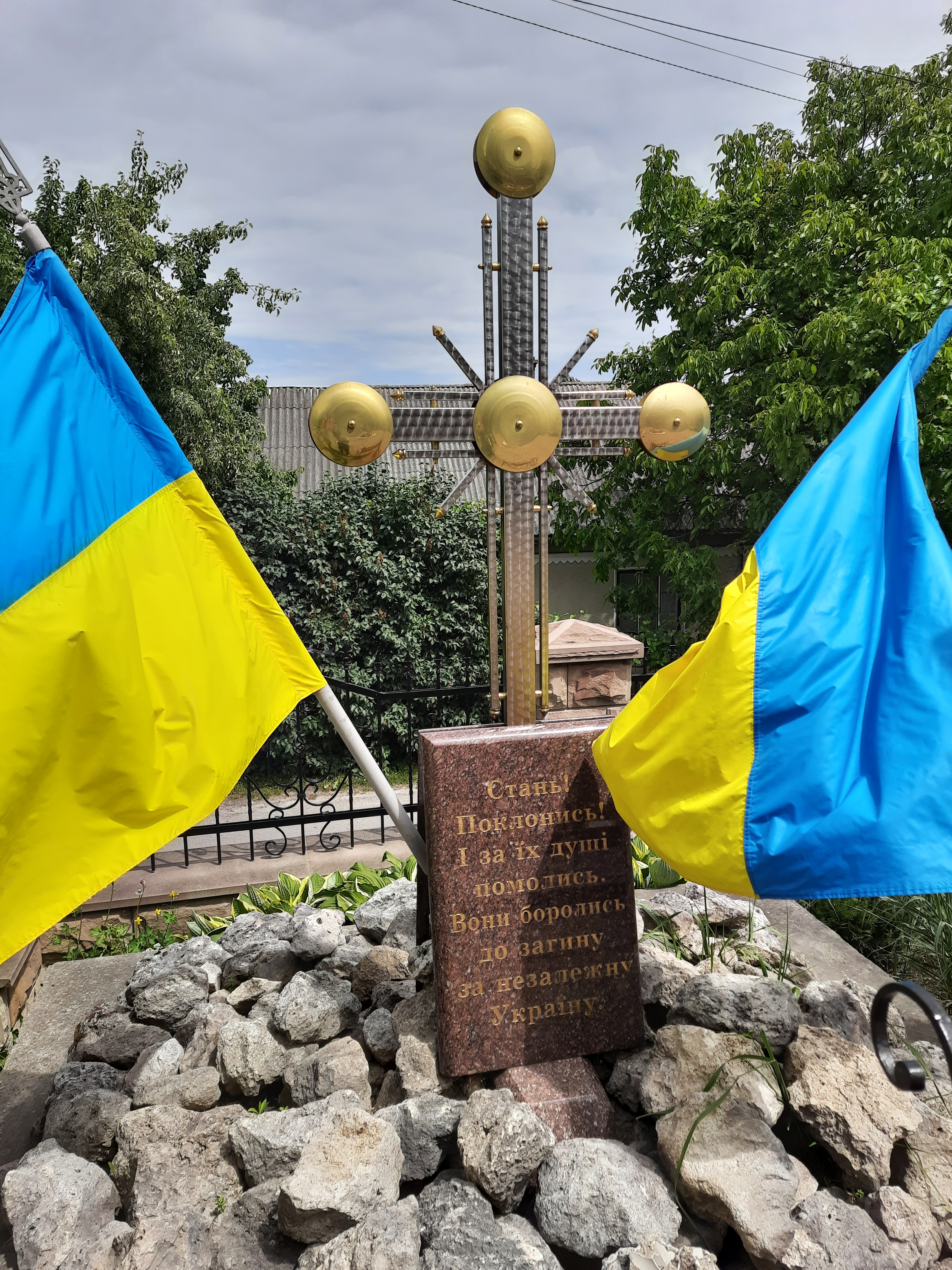
Пам'ятний знак Борцям за волю України
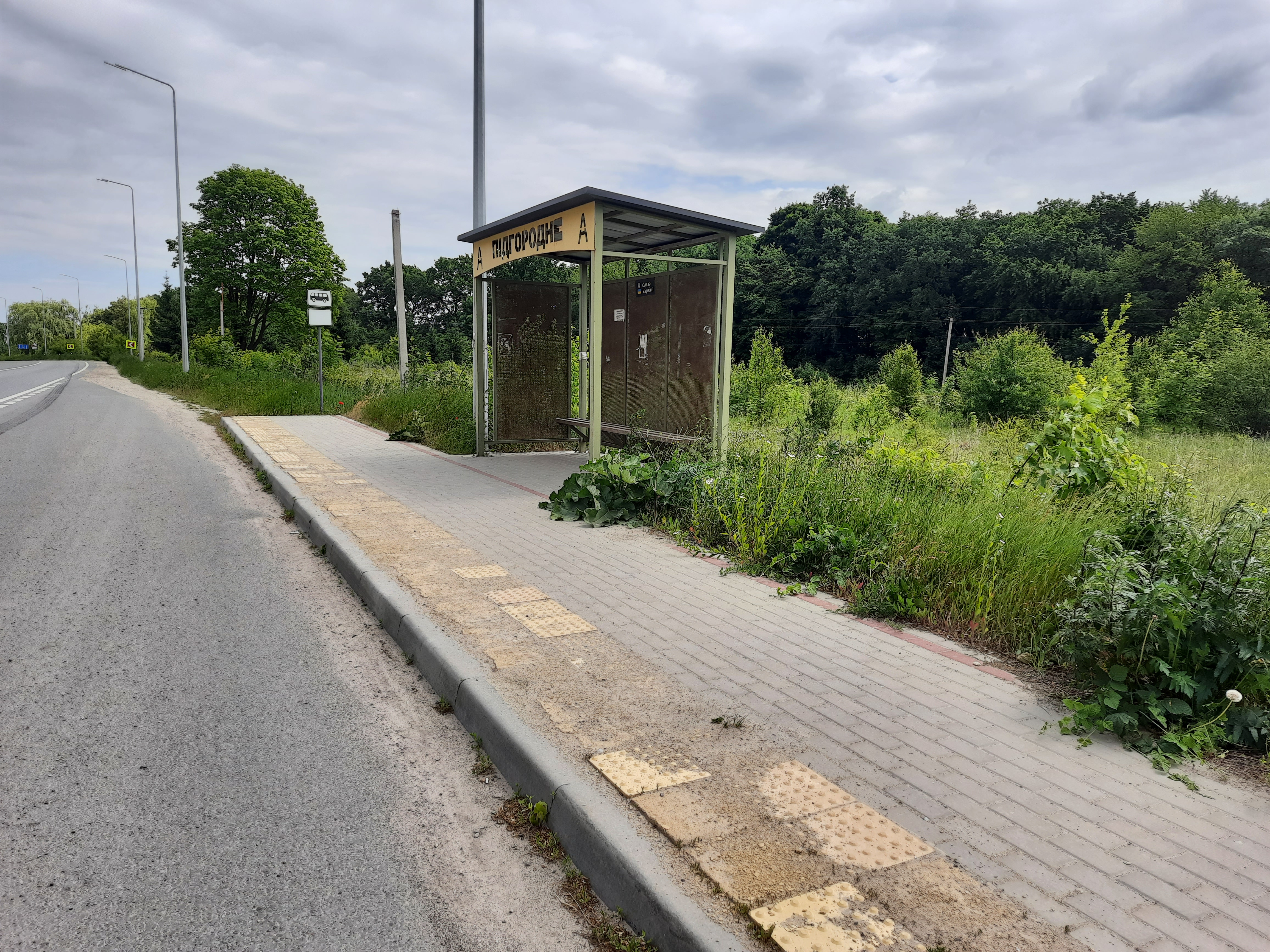
Автобусна зупинка